# Clavularia

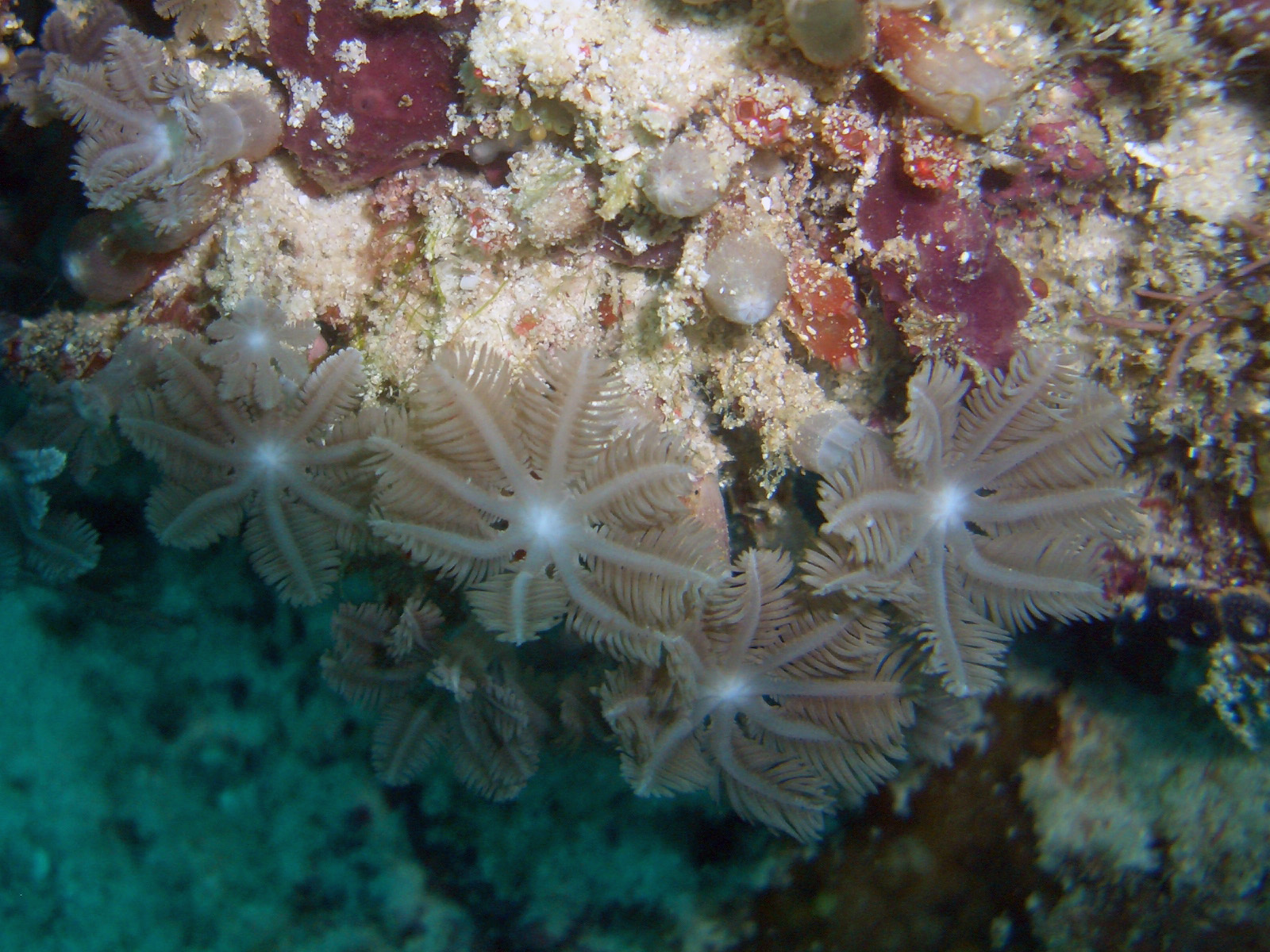
Clavularia en Sipadan

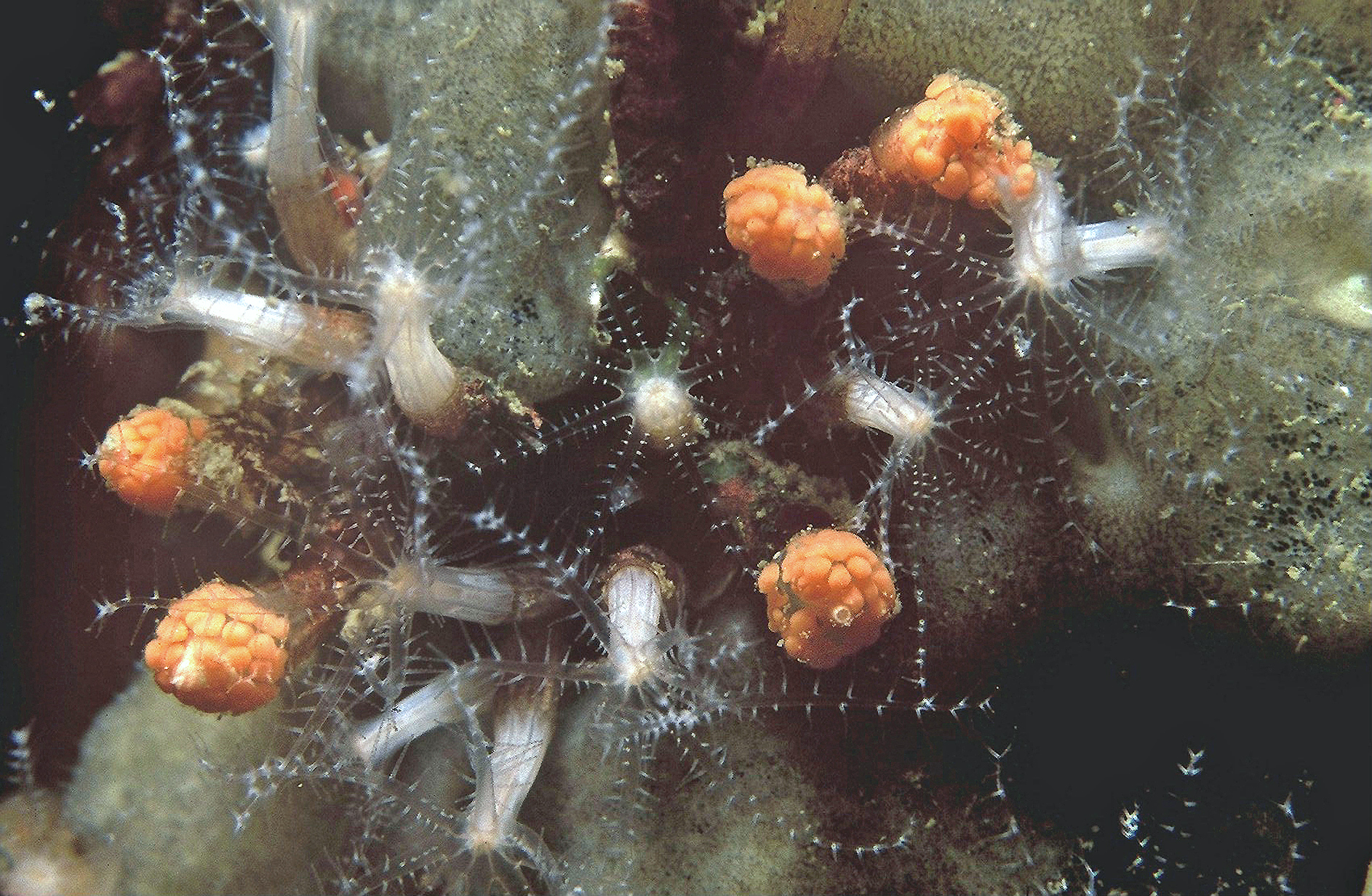
Clavularia crassa y sus huevos.

Clavularia es un género de corales de la familia Clavulariidae, subclase Octocorallia.
Pertenece a los llamados corales blandos, así denominados porque, al contrario de los corales duros del orden Scleractinia, no generan un esqueleto de carbonato cálcico
, por lo que no son generadores de arrecife. 

## Especies
Se reconocen 70 especies en este género:
- Clavularia alba. (Grieg, 1888)
- Clavularia arctica. (Sars, 1860)
- Clavularia armata. Thomson, 1927
- Clavularia australiensis. Hickson, 1894
- Clavularia bathybius. (Saville Kent, 1870)
- Clavularia borealis. Koren & Danielsen, 1883
- Clavularia capensis. (Studer, 1879)
- Clavularia carpediem. Weinberg, 1986
- Clavularia charoti. (Tixier-Durivault & d'Hondt, 1974)
- Clavularia concreta. Studer, 1901
- Clavularia crassa. (Milne Edwards, 1848)
- Clavularia crosslandi. Thomson & Henderson, 1906
- Clavularia cylindrica. Wright & Studer, 1889
- Clavularia delicatula. Thomson & Dean, 1931
- Clavularia densum. (Tixier-Durivault & d'Hondt, 1974)
- Clavularia desjardiniana. (Templeton, 1835)
- Clavularia diademata. Broch, 1939
- Clavularia dispersa. Kükenthal, 1906
- Clavularia durum. Hickson, 1930
- Clavularia eburnea. Kükenthal, 1906
- Clavularia elongata. Wright & Studer, 1889
- Clavularia expansa. Thomson & Dean, 1931
- Clavularia filiformis. (Sars, 1856)
- Clavularia filippi. (Kölliker, 1864)
- Clavularia flava. May, 1899
- Clavularia frankliniana. Roule, 1902
- Clavularia frigida. Danielssen, 1887
- Clavularia garcia. Hickson, 1894
- Clavularia grandiflora. (Nutting, 1908)
- Clavularia griegii. Madsen, 1944
- Clavularia inflata. Schenk, 1896
- Clavularia koellikeri. (Dean, 1927)
- Clavularia laxa. Tixier-Durivault, 1966
- Clavularia levidensis. Madsen, 1944
- Clavularia longissima. May, 1898
- Clavularia magelhaenica. Studer, 1878
- Clavularia margaritaceum. (Grieg, 1888)
- Clavularia margaritferae. Thomson & Henderson, 1905
- Clavularia marioni. (Von Koch, 1891)
- Clavularia mikado. Utinomi, 1955
- Clavularia modesta. (Verrill, 1874)
- Clavularia mollis. Thomson & Henderson, 1906
- Clavularia morbesbii. Hickson, 1915
- Clavularia multispiculosa. Utinomi, 1955
- Clavularia notanda. Tixier-Durivault, 1964
- Clavularia novaezealandiae. Brewin, 1945
- Clavularia ornata. Thomson & Dean, 1931
- Clavularia pacifica. Kükenthal, 1913
- Clavularia parva. Tixier-Durivault, 1964
- Clavularia parvula. Thomson & Henderson, 1906
- Clavularia peterseni. Kükenthal, 1906
- Clavularia pregnans. Thomson & Henderson, 1906
- Clavularia primula. (Dana, 1846)
- Clavularia pulchra. Thomson & Henderson, 1906
- Clavularia purpurascens. (Dana, 1846)
- Clavularia racemosa. Utinomi, 1950
- Clavularia ramosa. Hickson, 1894
- Clavularia repens. Thomson & Henderson, 1906
- Clavularia reptans. Hickson, 1894
- Clavularia rigida Broch, 1935
- Clavularia rudis. (Verrill, 1922)
- Clavularia spongicola. Utinomi, 1955
- Clavularia stormi. Koren & Danielsen, 1883
- Clavularia strumosa. (Dana, 1846)
- Clavularia tenuis. Tixier-Durivault & d´Hondt, 1974
- Clavularia thalassanthos. (Lesson, 1830)
- Clavularia thompsoni. Benham, 1928
- Clavularia venustella. Madsen, 1944
- Clavularia viridis. (Quoy & Gaimard, 1833)
- Clavularia zanzibarensis. Thomson & Henderson, 1906

## Morfología
Tiene cálices altos. Los pólipos se unen por estolones basales, como en todo el suborden Stolonifera, y son pinnaculados, con prolongaciones que salen perpendiculares a cada uno de sus 8 tentáculos y le dan un aspecto de pluma, con pináculos que pueden alcanzar los 20 mm. Los tentáculos son retráctiles, esta característica es clave para diferenciarlo del parecido género Anthelia, con pólipos similares y tentáculos pinnaculados (algo más alargados) pero no contráctiles. 
Los pólipos son grandes, en comparación con otros similares, y pueden alcanzar los 5 cm de diámetro.
El color es marrón, beige, o rosa, a veces con matices verdes, azules o naranjas.

## Hábitat y distribución
Crecen en la mayoría de las distintas zonas de los arrecifes, pero prefieren las laderas rocosas con corrientes mareales.
Profundidad: Generalmente entre 15 y 50 m. 
Distribución: Indopacífico tropical, desde África oriental a Micronesia y Polinesia, incluyendo el Mar Rojo. Una sola especie en el océano Atlántico: C. modesta.

## Alimentación
Los pólipos contienen algas simbióticas; mutualistas, ambos organismos se benefician de la relación, llamadas zooxantelas. Las algas realizan la fotosíntesis produciendo oxígeno y azúcares, que son aprovechados por los pólipos, y se alimentan de los catabolitos del coral, especialmente fósforo y nitrógeno. Esto les proporciona del 70 al 95% de sus necesidades alimenticias. El resto lo obtienen atrapando plancton y materia orgánica disuelta en el agua.

## Reproducción
Alta tasa de reproducción por estolones. La liberación de gametos tiene lugar, entre 22 y 24 días, tras la luna llena de noviembre.

## Mantenimiento
Son de los corales más fáciles de mantener en cautividad. Se recomienda su mantenimiento en cautividad en acuarios de arrecife maduros.